# Flugplatz Oberpfaffenhofen
Flugplatz Oberpfaffenhofen, også benævnt Sonderflughafen Oberpfaffenhofen (IATA: OBF, ICAO: EDMO), er en regional lufthavn ved landsbyen Oberpfaffenhofen, Weßling kommune, Landkreis Starnberg, 22 km vest for München, i delstaten Bayern, Tyskland. Den er en af de få i landet med klassifikationen Sonderflughafen, hvilket gør den ikke har pligt til at modtage start- og landinger uden forgående tilladelse.

## Historie
Lufthavnen blev etableret i 1936 af Dornier flyfabrikken efter de havde bygget produktions- og udviklingsfaciliteter på stedet. Efter 2. verdenskrig udviklede Dornier flere flytyper i Oberpfaffenhofen, hvor Dornier Do 31 var en af de mest specielle.